# Bharati (stacja antarktyczna)
Bharati – całoroczna stacja antarktyczna, należąca do Indii, położona nad Zatoką Prydza na Antarktydzie Wschodniej.

## Położenie i warunki
Stacja jest położona w oazie antarktycznej Larsemann Hills, położonej na Wybrzeżu Ingrid Christensen, pomiędzy fiordem Thala a zatoką Quilty, ok. 3000 km na wschód od starszej indyjskiej stacji Maitri. Jest to wolny od lodu obszar wybrzeża kontynentu, który tworzą grzbiety skalne, głębokie fiordy i liczne wyspy. W oazie tej znajdują się jeszcze dwie całoroczne stacje badawcze, rosyjska Progress i chińska Zhongshan oraz letnia rumuńsko-australijska stacja Law-Racoviță. Stacja znajduje się na granitowym występie skalnym wznoszącym się 90 m n.p.m., w miejscu gdzie akumulacja śniegu jest minimalna. Dostęp do stacji możliwy jest drogą morską z Kapsztadu, bądź drogą lotniczą poprzez rosyjskie stacje Nowołazariewskaja (węzeł lotniczy) i Progress w pobliżu bazy Bharati.
Stację tworzy główny budynek, w którym może przebywać zimą do 47 osób, oraz mniejsze kontenery mieszczące m.in. paliwo, pompy pobierające wodę morską i letnie obozowisko mogące pomieścić 25 osób. Główny budynek oprócz kwater mieszkalnych mieści stację zasilania, instalacje sanitarne, saunę, przestrzeń do użytku wspólnego, jadalnię i laboratoria. Stacja otrzymuje także dane z satelitów obserwujących Ziemię i przesyła je do centrum teledetekcyjnego w Indiach.

## Historia i działalność
Stacja Bharati została otwarta 18 marca 2012 roku. Prowadzone są w niej badania geologiczne, związane z historią geologiczną tego obszaru, który kiedyś był połączony z subkontynentem indyjskim w ramach superkontynentu Gondwany. Prócz tego na stacji prowadzone są obserwacje geofizyczne obejmujące magnetometrię i fizykę atmosfery.